# Lithosiina
De Lithosiina zijn een subtribus van vlinders binnen de familie van de spinneruilen (Erebidae).

## Geslachten
- Acanthosia Krüger, 2015
- Anaphosia Hampson, 1903
- Apaidia Hampson, 1900
- Architesma Birket-Smith, 1965
- Archithosia Birket-Smith, 1965
- Arctiananna De Prins, 2021
- Aroterosia Krüger, 2015
- Asbolopsyche Krüger, 2015
- Asiapistosia Dubatolov & Kishida in Dubatolov, Kishida & Wang, 2012
- Asythosia Birket-Smith, 1965
- Atolmis Hübner, 1819
- Bechuanosia Krüger, 2015
- Birketsmithiola Krüger, 2015
- Blaviodes Bethune-Baker, 1910
- Bucsekia Dubatolov & Kishida, 2012
- Calamidia Butler, 1877
- Campter Krüger, 2015
- Campteropsis Krüger, 2016
- Capissa Moore, 1878
- Carcinopodia Hampson, 1900
- Cernyia Bucsek, 2012
- Chromatosia Krüger, 2015
- Chrysoscota Hampson, 1900
- Cragia Birket-Smith, 1965
- Cragiosia Volynkin, 2024
- Crambidia Packard, 1864
- Crocosia Hampson, 1914
- Cybosia Hübner, 1819
- Danielithosia Dubatolov & Kishida in Dubatolov, Kishida & Wang, 2012
- Denteilema Dubatolov, 2012
- Dolgoma Moore, 1878
- Enargeiosia Krüger, 2015
- Flavifronthosia Volynkin, 2025
- Gampola Moore, 1878
- Gandhara Moore, 1878
- Gardinia Kirby, 1892
- Ghoria Moore, 1878
- Gnamptonychia Hampson, 1900
- Graphiosa Hampson, 1900
- Hesudra Moore, 1878
- Hyposhada Hampson, 1909
- Inopsis Felder, 1874
- Katha Moore, 1878
- Lambula Walker, 1866
- Lambulodes Hampson, 1914
- Ligulosia Krüger, 2015
- Lithosia Fabricius, 1798
- Lobilema Aurivillius, 1910
- Macotasa Moore, 1878
- Macrobrochis Herrich-Schäffer, 1855
- Macrodicella Krüger, 2015
- Microlithosia Daniel, 1954
- Monosyntaxis Swinhoe, 1901
- Mutinondia Volynkin & Takano, 2023
- Muxta Birket-Smith, 1965
- Neosyntaxis Swinhoe, 1901
- Nishada Moore, 1878
- Oeonistis Hübner, 1819
- Oeonosia Hampson, 1914
- Palaeosia Hampson, 1900
- Paliurosia Krüger, 2015
- Papuasyntaxis de Vos, 2009
- Parainesis Krüger, 2015
- Paratesma Krüger, 2015
- Planovalvata Dubatolov & Kishida in Dubatolov, Kishida & Wang, 2012
- Poecilosia Krüger, 2015
- Poliosia Hampson, 1900
- Prabhasa Moore, 1878
- Pseudochromatosia Krüger, 2015
- Pseudocragia Krüger, 2015
- Scoliacma Meyrick, 1886
- Scoliosia Hampson, 1914
- Semicalamidia de Vos, 2012
- Striosia Hampson, 1914
- Tarika Moore, 1878
- Teratopora Meyrick, 1889
- Tesma Birket-Smith, 1965
- Teulisna Walker, 1862
- Tigrioides Butler, 1877
- Tylanthes Walker, 1862
- Zadadra Moore, 1878
- Zobida Birket-Smith, 1965